# Camellia micrantha
Camellia micrantha är en tvåhjärtbladig växtart som beskrevs av S.Ye Liang och Y.C. Zhong. Camellia micrantha ingår i släktet Camellia och familjen Theaceae. Inga underarter finns listade i Catalogue of Life.